# Xã Linn, Quận Warren, Iowa
Xã Linn (tiếng Anh: Linn Township) là một xã thuộc quận Warren, tiểu bang Iowa, Hoa Kỳ. Năm 2010, dân số của xã này là 7.616 người.